# Fairchild Channel F
De Fairchild Channel F is een spelcomputer uitgebracht door het bedrijf Fairchild Semiconductor in augustus 1976, met de prijs van $ 169,95 (ongeveer 149,95 euro). De Channel F maakte onderscheid van zijn concurrenten door de eerste programmeerbare spelcomputer te zijn met ROM cartridges. Het systeem werd eerst gelanceerd met de naam Video Entertainment System (of VES), maar toen Atari de Atari VCS (Atari 2600) lanceerde het jaar erop, veranderde Fairchild de naam van de VES.

## Over de spelcomputer
De Fairchild Channel F was ontworpen door Jerry Lawson, die gebruik had gemaakt van de Fairchild F8 processor. Deze processor was uitgevonden door Robert Noyce, voordat hij Fairchild verliet om zijn eigen bedrijf te starten, genaamd Intel. De F8 processor is een erg complex systeem vergeleken met andere processors van zijn tijd, en had meer in- en uitgangen dan andere chips. Grafisch gezien is de Channel F vrij simpel zoals andere spelcomputers in dezelfde periode, maar het feit dat het in kleur was was een grote stap vooruit, vergeleken met de PONG-machines zoals de Odyssey. Het geluid van het systeem werd afgespeeld vanuit een interne speaker in de spelcomputer, in plaats van door de tv.
De Channel F gebruikte een joystick die in feite een groot handvat is met een driehoekige "hendel" op de bovenkant, wat het enige was wat je kon bewegen.
Er zijn 26 cartridges voor de Channel F, zogenaamde "Videocarts". De prijs van een Videocart was $ 19,99, en een paar van deze cartridges hadden de mogelijkheid meerdere spellen te spelen. Deze cartridges waren best groot en geel van kleur, en hadden meestal kleurrijke labels die zijn gemaakt door Peter Max. De console had 2 ingebouwde spellen, Tennis en Hockey, die beiden geavanceerde PONG-klonen waren. Het "batje" kon naar voren en naar achteren en zelfs schuin, dit in tegenstelling tot de originele Pong.

## Lijst van spellen voor de Channel F
- Ingebouwd in de spelcomputer: Hockey, Tennis
- Videocart-1: Tic Tac Toe, Shooting Gallery, Doodle, Quadradoodle
- Videocart-2: Desert Fox, Shooting Gallery
- Videocart-3: Video Blackjack
- Videocart-4: Spitfire
- Videocart-5: Space War
- Videocart-6: Math Quiz (Optellen en Aftrekken)
- Videocart-7: Math Quiz (Vermenigvuldigen en Delen)
- Videocart-8: Mind Reader, Nim (ook wel Magic Numbers genoemd)
- Videocart-9: Drag Strip
- Videocart-10: Maze, Cat and Mouse
- Videocart-11: Backgammon, Acey-Duecy
- Videocart-12: Baseball
- Videocart-13: Torpedo Alley, Robot War
- Videocart-14: Sonar Search
- Videocart-15: Memory Match
- Videocart-16: Dodge'It
- Videocart-17: Pinball Challenge
- Videocart-18: Hangman
- Videocart-19: Checkers
- Videocart-20: Video Whizball
- Videocart-21: Bowling
- Videocart-22: Slot Machine
- Videocart-23: Galactic Space Wars
- Videocart-24: Pro-Football
- Videocart-25: Casino Royale
- Videocart-26: Alien Invasion
- Videocart-27: Pac-Man
- Videocart-51: Demo 1 (Te koop gezet in een Zircon-catalogus in winter 1979 )
- Democart 2

Spellen die nooit zijn uitgegeven:
- Keyboard Videocart-1: Casino Poker
- Keyboard Videocart-2: Space Odyssey
- Keyboard Videocart-3: Pro-Football

Spelcomputers · Draagbare spelcomputers (Lijst van draagbare spelcomputers)